# Джолиба (футбольный клуб)
«Джолиба» (англ. Djoliba Athletic Club) — малийский футбольный клуб из Бамако, один из двух ведущих клубов наряду со «Стад Мальен». Выступает в Чемпионате Мали. По состоянию на 2020 год 22 раза становился национальным чемпионом, 19 раз выигрывал кубок Мали и 7 раз суперкубок.
Основан в 1960 году. Образован путём слияния команд «Африка Спорт Бамако» и «Фойе ду Судан». Название получил по названию реки Нигер на языке бамана.
Домашние матчи проводит на стадионе «Херемаконо», вмещающем 10 000 зрителей. В спортивный комплекс входят также тренировочные поля и штаб-квартира клуба.
Президентом клуба является Карунга Кейта, вице-президент Малийской федерации футбола, бывший тренер клуба, который был игроком при основании клуба в 1960 году.

## Достижения
- Премьер дивизион Мали (23): 1966, 1967, 1968, 1971, 1973, 1974, 1975, 1976, 1979, 1982, 1985, 1988, 1990, 1992, 1996, 1997, 1998, 1999, 2004, 2008, 2009, 2016, 2022
- Кубок Мали по футболу (20): 1965, 1971, 1973, 1974, 1975, 1976, 1977, 1978, 1979, 1981, 1983, 1993, 1996, 1998, 2003, 2004, 2007, 2008, 2009, 2022
- Суперкубок Мали по футболу (8): 1993, 1994, 1997, 1999, 2008, 2012, 2013, 2022

## Международные соревнования
- Лига чемпионов КАФ: 5

1997 — Первый раунд
1998 — Первый раунд
1999 — Второй раунд
2000 — Второй раунд
2005 — Preliminary Round
- African Cup of Champions Clubs: 11

1967: Полуфинал
1972: Четвертьфинал
1974: Четвертьфинал
1975: Второй раунд
1976: Второй раунд
1977: Четвертьфинал
1980: Второй раунд
1983: Первый раунд
1989: Второй раунд
1991: Второй раунд
1993: Первый раунд
- Кубок конфедераций КАФ: 2

2004 — Preliminary Round
2008 — Третий раунд
- Кубок КАФ: 4

1992 — Первый раунд
1995 — Четвертьфинал
2002 — Четвертьфинал
2003 — Первый раунд
- Кубок обладателей кубков КАФ: 5

1981 — Полуфинал
1982 — Полуфинал
1984 — Первый раунд
1985 — Первый раунд
1994 — Первый раунд